# (20325) Julianoey
1998 HO27 (asteroide 20325 Julianoey) é um Asteroide da cintura principal, pertencente a Família Vesta e foi nomeado em homenagem ao fotometrista australiano Julian Oey. Com aproximadamente 5 quilômetros de diâmetro foi descoberto em 21 de abril de 1998 por astrônomos no Observatório Nacional de Kitt Peak. possui uma excentricidade de 0.07773470 e uma inclinação de 6.10205º.
Este asteroide foi descoberto no dia 21 de abril de 1998 por Spacewatch em Kitt Peak.